# Georg Habs
Georg Habs, auch Georg Habs-Hoffschrör, (* 21. Januar 1953) ist ein deutscher Arzt und ehemaliger Abgeordneter im Landtag Baden-Württemberg (Die Grünen).

## Leben
Habs studierte Medizin und ist Arzt. Er rückte am 2. Juni 1986 für Andreas von Bernstorff in den Landtag Baden-Württemberg nach, dem er bis 1988 angehörte. Er saß von 1989 bis 1990 im baden-württembergischen Landesvorstand seiner Partei. Später wechselte er nach Wiesbaden, wo er als Referent in der Stadtverwaltung beschäftigt war. Seit 2007 leitet er das Sachgebiet Multimediaarchiv im Wiesbadener Stadtarchiv.